# Albin de Rochechouard
Albin ou Aubin de Rochechouard,  mort en 1560 (?), est un prélat français  du  XVIe siècle .  Il est issu de la fameuse maison de Rochechouart  de Mortemart et  est le fils d'Aimery de Rochechouard, seigneur de Mortemart,  et de Jeanne de Pontville.
Albin de Rochechouard est nommé évêque de Sisteron en 1540/1542, mais ne prend jamais possession de  son évêché.

## Source
- La France pontificale